# José Carbo Peralta
José Carbo Peralta es un pintor ecuatoriano (Guayaquil 1959), radicado el cantón Durán.

## Biografía
De niño gustaba por dibujar las caricaturas del diario El Universo, en la secundaria su profesor de dibujo lo aconsejo estudiar en el Colegio de Bellas Artes, de donde se graduó en 1978. Durante sus estudios compartió clases con Guillermo De Luccas, Pedro Dávila,Flavio Álava y Jorge Velarde. 
Fue alumno de Luis Miranda, Luis Peñaherrera y Evelio Tandazo, debido a que era de escasos recursos no lograba tener los tubos de óleo, y acudía a clases de escultura donde el barro era más económico y lo proveía el colegio, «El maestro César Andrade Faini me iba a sacar (del salón), pues decía que yo no era escultor sino pintor».
Comenzó con un estilo impresionista ya que a la falta de modelos viajó al campo donde pintaba a los jornaleros en las plantaciones de Plátano. Ahora dibuja temas costumbristas.
En 1974 presentó en la Casa de la Cultura de Guayaquil su primera exposición “Cuatro pintores jóvenes. En 1992, expuso en el Museo Nahim Isaías.  

## Reconocimientos
El 27 de julio de 2018 fue condecorado con el Pincel de oro por parte de la Asociación Cultural Las Peñas.